# Agnen: A Journey Through the Dark
Agnen: A Journey Through the Dark è il secondo album in studio del gruppo musicale black metal norvegese Keep of Kalessin, pubblicato nel 1999.

## Tracce
1. Dragonlord – 5:42
2. As Mist Lay Silent Beneath – 5:38
3. I Deny – 5:03
4. Pain Humanised – 4:31
5. Orb of Man – 5:49
6. Dryland – 5:17
7. Towards I Roam – 7:17
8. Agnen – 11:34

## Formazione
- A.O "Obsidian Claw" Gronbech - chitarra, sintetizzatori
- Vegard "Vyl" Larsen - batteria
- Ghâsh - voce
- Warach (Øyvind A.Winther) - basso